# 江汉饭店
江汉饭店，原名德明饭店（英語：Terminus Hotel），原是法商在汉口法租界开设的一座酒店，1954年后改名江汉饭店至今。现酒店属于四星级酒店，位于中华人民共和国湖北省武汉市江岸区胜利街245号。2010年代后酒店因经营不善停业，酒店建筑又在2019年失火。现建筑为湖北省文物保护单位。

## 历史
1919年，法国商人沈保禄（圣保罗）在法租界中投资建造饭店，由于酒店距离京汉铁路汉口大智门火车站较近，因此取名“Terminus Hotel”即“终点”之意。由于酒店内部装潢豪华，一时间成为汉口最高档的饭店，也吸引了不少名流来到汉口时前来入住。
在抗日战争前后，酒店也成为了汉口的一个政治性的地点。1932年九一八事变爆发后，国联调查团来到中国时便在该酒店入住；美国作家兼记者史沫特莱在1938年1月也于酒店中召开新闻发布会。由于担心日军的轰炸，国民政府便在酒店及附近立兴洋行大楼中召开会议，在酒店中召开的某场武汉防卫的会议中，国民政府制定了扒开长江堤防以抵挡日军进攻的对策。1945—1946年间，以周恩来、李先念等人为首的中共和谈代表也曾在建筑中住宿及办公，谈判也大多在酒店中进行，此后也在酒店中成立中原军区办事处直至再度开战。在1949年2月，李宗仁在此处召开盛大的招待会宴请武汉各界。
解放军进驻武汉三镇后，德明饭店也被第四野战军接管，并最后在此成立中南军政委员会。1954年后，德明饭店更名为江汉饭店，成为湖北省的一处重要外宾招待场所，胡志明、赫鲁晓夫、哈马舍尔德、西哈努克等人皆曾在酒店中入住；另外酒店也曾接待过党政相关领导人以及国内外社会知名人士。
改革开放后，酒店被划为三星级酒店。1992年，香港胡汉辉集团合资成立饭店管理公司，按照四星级标准对饭店进行了装修改造，此后酒店成为四星级酒店。但由于此后酒店的各种管理问题，运营公司逐渐亏损，至2006年初，又因无法拿出柴油的资金关闭了2个月，此后港方撤走了代表。自2006年3月开始，江汉饭店的合资名存实亡，实际由中方单独经营，2011年3月江汉饭店停业再未能恢复营业。

### 火灾事故
2019年6月，江汉饭店开始实施内部改造。7月14日下午，由于电焊工切割二楼冷却塔的铁架时违规作业引发火灾，火灾扑灭后江汉饭店屋顶被烧毁。事后武汉市公安局江岸区分局对主要安全事故责任人实施刑事拘留；江汉饭店的建筑也进行了长达4年的修复工程，至2023年9月已恢复原貌。

## 建筑

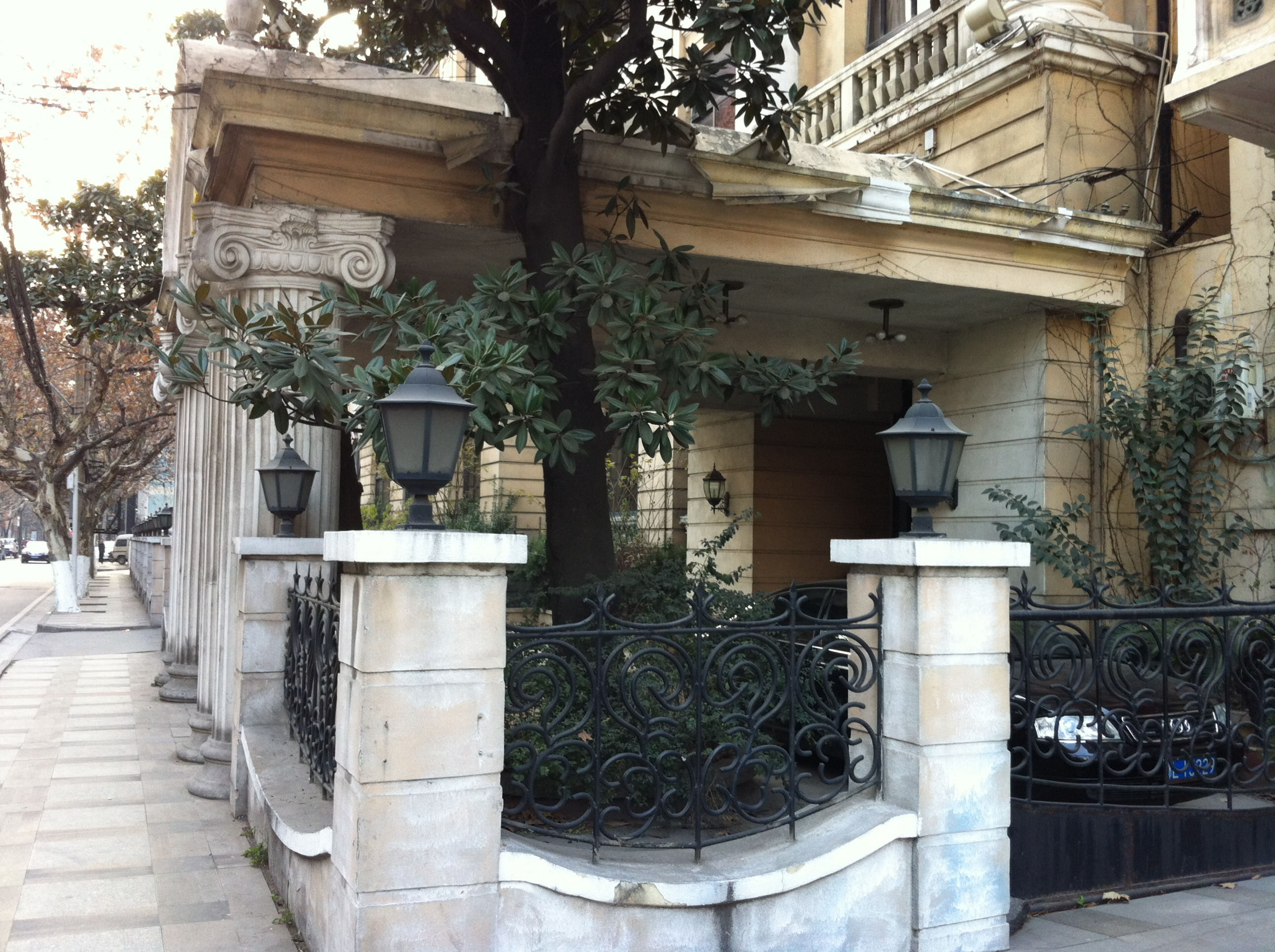
主入口门斗

该建筑最初的建筑是西南侧建筑部分（即位于汉口平汉铁路局旧址斜对面），而靠近胜利街街口的建筑部分为1950年代增建。最初的建筑部分为一座3层砖混结构，法国古典风格，上为铁皮覆斗状屋顶。外立面墙面装饰有雪白雕花，在主入口处设有门斗，装饰有爱奥尼柱，侧入口也有一座长廊。

## 文物保护
1993年7月28日，建筑以“德明饭店”的名义被武汉市人民政府列为第一批武汉市优秀历史建筑。1998年5月27日，建筑以“德明饭店”的名义被武汉市人民政府列为第四批武汉市文物保护单位。2003年10月21日，建筑以“德明饭店”的名义被湖北省人民政府单独公布为湖北省文物保护单位。
建筑作为文物的保护范围：德明饭店及周围一定范围。以饭店围墙为界，东面向外延伸3米至胜利街北侧规划道路红线，南面向外延伸26米，西面向外延伸20米，北面向外延伸40米至蔡锷路南侧规划道路红线。
建筑作为文物的建设控制地带：以保护范围为界，东面向外延伸50米，南面向外延伸71米至车站路北侧规划道路红线，西面向外延伸45米至中山大道南侧规划道路红线、岳飞街东侧规划道路红线，北面与保护范围重合。